# Gustave Lanson
Gustave Lanson, född 5 augusti 1857, död 15 december 1934, var en fransk litteraturvetare.
Lanson blev filosofie doktor 1887 med avhandlingen Nivelle de la Chaussée et la comédie larmoyante, professor vid Sorbonne 1903, och var föreståndare för École normale supérieure 1920-27. Lanson, som tog intryck av Gaston Paris och Ferdinand Brunetière, förändrade i grund den franska litteraturhistoriska forskningen och utövade genom sina undersökningar och metodiska utredningar stor inflytande långt utanför Frankrike. Lanson införde en bestämd skillnad mellan litteraturhistoria och litterär kritik och grundade litteraturvetenskapen på en filologisk-historiska metoden. Sina principer och anvisningar framförde han i en rad uppsatser, den viktigaste var De la méthode dans les sciensces (1911). 
I en serie skarpsinniga studier, de främsta samlade i Études d'histoire littéraire (1930), tillämpade Lanson sin metodik. Lanson utgav även utgåvor av Voltaires Lettres philosophiques (1909) och Alphonse de Lamartine Méditations (1915). En viktig översikt över samtida fransk litteratur var Manuel blibliographique de la littérature française moderne (4 band, 1909-14, nu upplaga 5 band 1921). Lansons mest kända verk var Histoire de la littérature française (1894, flera senare upplagor). Vid sidan av sina strängt vetenskapliga arbeten utgav Lanson mera populärt hållna arbeten som Bousset (1890), Boileau (1892), Hommes et livres (1895), Corneille (1898), Voltaire (1906), Le marques de Vauvenargues (1930) och Les essais de Montaigne (1930).